# Michael Olise
Michael Akpovie Olise (født 12 december 2001) er en professionel fodboldspiller der spiller som offensiv midtbanespiller og fløj for Bundesliga klubben Bayern München. Selvom han er født i England, spiller han for Frankrigs fodboldlandshold.
Som et produkt fra forskellige engelske akademier fik Olise sin professionelle debut for Reading i 2019. I 2021 blev han signet af Premier League-klubben Crystal Palace, hvor han tilbragte tre sæsoner og blev nomineret til PFA Young Player of the Year i 2024, inden han flyttede til Bayern.
Olise repræsenterede Frankrig på ungdomsniveau og blev inkluderet i deres trup til sommer-OL 2024. Han fik sin debut for det franske seniorhold i september 2024.

## Tidlige liv
Olise blev født i White City, Greater London, England, og opvokset i Hayes, Greater London, til en nigeriansk far og fransk-algerisk mor. Det gør ham til nigeriansk, fransk, algerier og britisk. I et interview med FC Bayern Magazine '51', da han blev spurgt om hans nationalitet sagde han "Jeg anser mig selv for at være meget heldig at besidde disse fire dele, som alle beriger mig. Jeg føler hver enkelt del i mig, jeg har udviklet tilknytninger i alle mine lande." 

## Karriere

### Tidlige karriere
Olise sluttede sig til Hayes og Yeading omkring en alder af seks år, før han kom til Chelsea Academy. Han var ungdomsspiller i Arsenal, Chelsea (tilbragte syv år med dem, før han forlod som 14-årig) og Manchester City.

### Reading
I juli 2018 blev Olise optaget i Readings Academy-stipendieprogram. Han fik sin debut for Reading den 12. marts 2019, i et 3-0 hjemmenederlag til Leeds United, og den 15. juli underskrev han en treårig professionel kontrakt med klubben. Han scorede sit første ligamål for Reading den 19. september 2020, hvor han volleyede hjem i det 76. minut med det andet mål i en 2-0-sejr over Barnsley på Madejski Stadium.
I april 2021 blev han nomineret til EFL Young Player of the Season. Den 29. april 2021 blev han kåret til EFL Young Player of the Season.

### Crystal Palace
Den 8. juli 2021 underskrev Olise en femårig aftale med Premier League-holdet Crystal Palace, efter at de havde aktiveret hans frigivelsesklausul på 8,37 millioner pund.
Den 11. september 2021 fik han sin Premier League-debut for klubben i en 3-0 hjemmesejr mod Tottenham efter at være kommet ind som erstatning i det 86. minut i stedet for Jordan Ayew. Senere samme måned, den 23. september, fik Olise sin fulde debut for Crystal Palace i en 1-1 hjemmekamp mod Newcastle United. Den 3. oktober 2021 scorede Olise sit første Premier League-mål for klubben som indskifter i anden halvleg i en 2-2 hjemmekamp mod Leicester City. Dermed blev han Palaces yngste Premier League-scorer siden Clinton Morrison i 1998.
Den 9. april 2023 blev Olise den yngste spiller til at assistere tre mål fra åbent spil i en enkelt Premier League-kamp i en 5-1 sejr mod Leeds United. Den 13. maj blev han den første Palace-spiller, der registrerede ti assists i en enkelt Premier League-sæson, og satte dermed Eberechi Ezes andet mål i en 2-0-sejr mod Bournemouth. Den 17. august 2023 blev det annonceret, at Olise havde underskrevet en ny fire-årig aftale med Crystal Palace, midt i rapporter om, at han var på nippet til at slutte sig til Chelsea igen.
Olise pådrog sig en baglårsskade beskrevet af Palace-manager Roy Hodgson som "alvorlig" i et 4-1-nederlag til Brighton den 3. februar 2024, da han først lige er kommet ind som erstatning. Han vendte tilbage fra en skade i april samme år, som blev efterfulgt af stærke præstationer, herunder at score en sejr i en 4-0 sejr over Manchester United den 6. maj. Han afsluttede til sidst sæsonen med ti mål og seks assists på kun 19 optrædener i løbet af sæsonen, efter at være blevet styrket under den nye træner Oliver Glasner, og blev senere nomineret til PFA Young Player of the Year. Hans imponerende form tiltrak sig interesse fra andre Premier League-klubber, herunder Arsenal, Chelsea, Manchester United og Newcastle United. Den 7. juli meddelte Crystal Palace, at han havde gennemført en permanent transfer til Bayern München, hvor Olise skrev en afskedsbesked til klubben på Instagram.

### Bayern München
Den 7. juli 2024 annoncerede Bundesliga-klubben Bayern München underskrivelsen af Olise fra Crystal Palace på en fem-årig kontrakt gældende til den 30. juni 2029, for et rapporteret overførselsgebyr på €60 mio. inklusive tilføjelser.
Olise fik sin debut som indskifter i en 4-0 DFB-Pokal-sejr mod SSV Ulm den 16. august, hvor han registrerede en assist til Kingsley Comans mål inden for to minutter efter indtræden på banen. Den 14. september scorede han sit første Bundesliga-mål i en 6-1 sejr over Holstein Kiel. Tre dage senere scorede han en bold, hans første mål på Allianz Arena, på sin UEFA Champions League-debut, en 9-2 sejr over Dinamo Zagreb.

## Internationale karriere
Olise blev født i England af en nigeriansk far og fransk-algerisk mor og var berettiget til at repræsentere Frankrig, Algeriet, England eller Nigeria internationalt.
På spørgsmålet om, hvorfor han valgte at repræsentere Frankrig frem for England, sagde Olise: 'Jeg har altid haft en forbindelse med det franske landshold, og det er derfor, jeg spiller for Frankrig.' 'Det har været min drøm siden jeg var barn' at spille på det franske hold.

### Ungdom
Den 27. maj 2019 blev Olise indkaldt til det franske under-18-landshold til Toulon-turneringen 2019. Han fik sin debut den 2. juni 2019 mod Qatar U23. I marts 2021 blev Olise udnævnt til standby for Nigeria-truppen, der deltog i deres Africa Cup of Nations-kvalifikationskampe mod Benin og Lesotho. I marts 2022 blev Olise indkaldt til det franske U21-hold for første gang, og fik sin debut i sidens 2-0-sejr over Færøerne den 24. marts.
Den 8. juli 2024 blev han indkaldt til Frankrigs sidste trup til OL i Paris 2024. Han havde tidligere modtaget sin første landskamp med det franske OL-hold den 4. juli under en venskabskamp mod Paraguay. En uge senere, den 11. juli, scorede han sine to første mål under endnu en venskabskamp, en 7-0 sejr mod Den Dominikanske Republik. Den 24. juli, under Frankrigs olympiske åbningskamp mod USA, scorede han et mål, hvilket bidrog til holdets 3-0 sejr. Han sluttede turneringen med to mål og fem assists, da Frankrig endte på andenpladsen og vandt sølvmedaljen.

### Senior
Den 29. august 2024 blev Olise indkaldt til det franske seniorlandshold for første gang af manager Didier Deschamps til deres kampe mod Italien og Belgien i UEFA Nations League. Han fik sin debut den 6. september mod Italien på Parc des Princes, hvor han startede kampen og spillede 58 minutter i et 3-1 tab.
Den 23. marts 2025 scorede han sit første seniormål for Frankrig i en 2-0-sejr over Kroatien i anden omgang i Nations Leagues kvartfinaler, og han noterede også en assist for at hjælpe hans hold med at vælte et samlet tomålsunderskud og gå videre til næste fase af konkurrencen.

## Spillestil
Olise er en venstrebenet angribende midtbanespiller, der kan spille som nummer 10, eller på begge sider af denne position som venstre- eller højresidet angribende midtbanespiller. Han besidder en række afleveringsevner, som han ofte kan bruge til at spille bag modstanderens forsvar eller skifte angrebsvinkel. Han kan lide at operere 50 til 30 yards ude fra mål på den højre banehalvdel, hvor han kan bruge forskellige muligheder til at fortsætte angrebet.
På bolden er Olise en smidig og mobil spiller. Han er i stand til at dreje hurtigt med god acceleration og temposkift, selv når han dribler på meget trange steder eller løber med bolden. I et interview med Bayern Münchens magasin 51 talte Olise om hans idolisering af Neymar som barn, og udtalte, at han " kunne lide hans vanskelige spillestil. Du lærer dog ting fra mange spillere - på den måde bliver du komplet."

## Privatliv
Olises yngre bror Richard er også fodboldspiller og kom til Chelsea som en U9-årig, der repræsenterede England på ungdomsniveau.